# Isohypsibius hadzii
Isohypsibius hadzii är en djurart som tillhör fylumet trögkrypare, och som först beskrevs av Mihelcic 1938.  Isohypsibius hadzii ingår i släktet Isohypsibius och familjen Hypsibiidae. Inga underarter finns listade i Catalogue of Life.